# 甲子道路

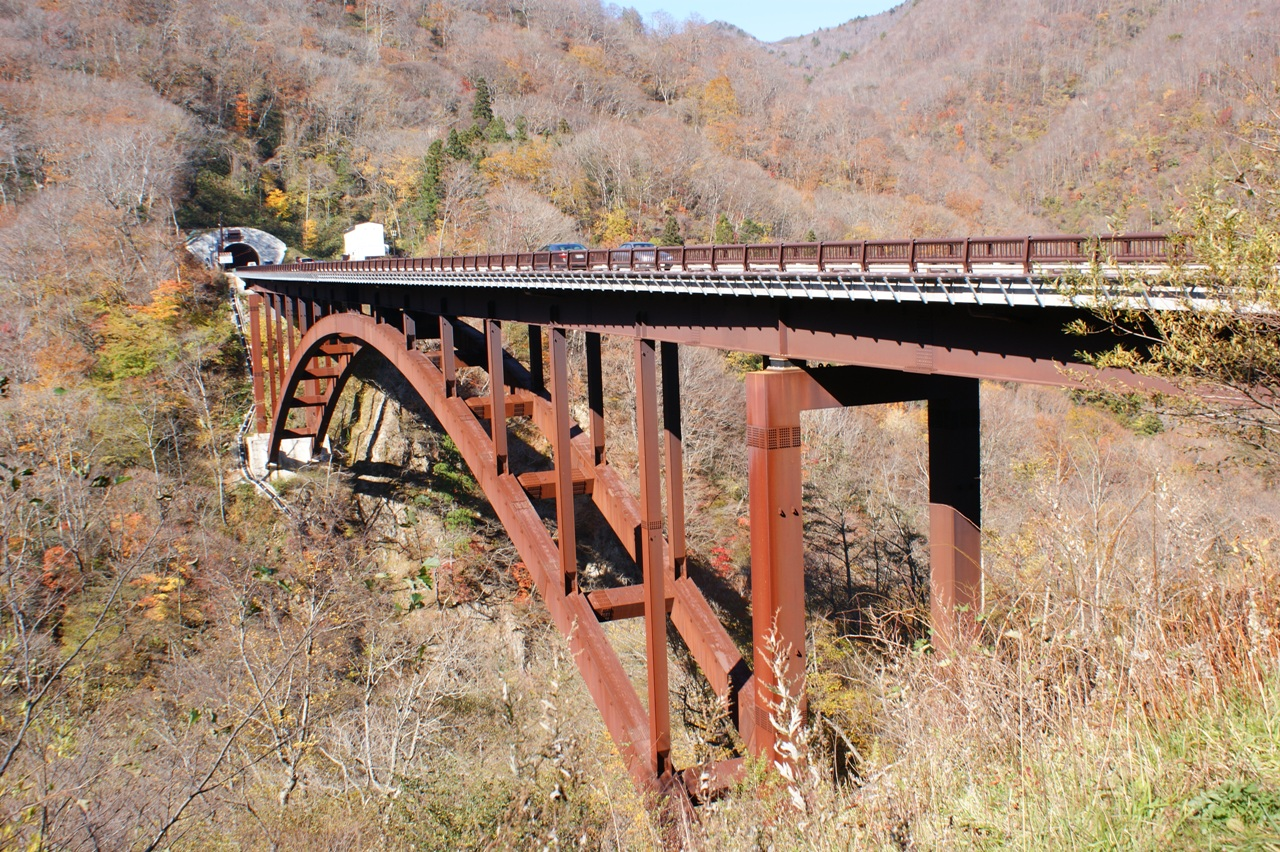
甲子大橋

甲子道路（かしどうろ）は、国道289号の自動車通行不能区間および狭隘区間解消を目的として建設された福島県南会津郡下郷町から福島県西白河郡西郷村を結ぶ延長23.3キロメートル (km)の道路である。2008年（平成20年）9月21日、主トンネルである甲子トンネルを含む区間が開通し、自動車通行不能区間が解消した。2019年（平成31年）3月25日、残された下郷町内のおよそ2.6 kmの区間が開通し、全線開通した。

## 概要
- 起点 - 福島県南会津郡下郷町大字塩生[3]
- 終点 - 福島県西白河郡西郷村大字真船[3]
- 全長 - 23.3 km[1][3]
  - 第1工区 - 5.9km
  - 第2工区 - 5.9km
  - 第3工区 - 6.2km
  - 第4工区 - 5.3km
- 規格 - 第3種第2級[3]
- 設計速度 [3]
  - 第1工区 - 50km/h
  - 第2 - 4工区 - 60km/h
- 道路幅員
  - 第1工区 - 8.0 m[3]
  - 第2 - 4工区 - 9.5 m[3]
  - 一般部 - 9.5 m
  - トンネル部 - 9.0 m
  - 橋梁部 - 9.7 m、10.5 m
- 車線幅員 [3]
  - 第1工区 - 3.0 m
  - 第2 - 4工区 - 3.25 m
- 車線数 - 2車線

## 歴史
甲子峠を通過する国道289号は、1970年（昭和45年）の国道指定以来、福島・新潟県境を跨ぐ八十里越とならび、車両通行が不可能な交通難所で幹線道路としての機能を果たせない状態であった。甲子温泉がある西郷村から甲子峠へ向かう登山道には、かつて国道289号の国道標識が建てられていたことから「登山国道」として国道愛好家の間ではよく知られていた。甲子温泉は奥甲子の一軒宿「大黒屋」がある温泉で、白河市街地から甲子温泉に至る国道289号は、山奥の途中から大黒屋まで急勾配と細く頼りない道が続いた。登山道に建てられた国道標識も、国道指定当初の測位ミスなどの要因がからんだことで大黒屋の土地が国道に組み込まれたことによるものである。甲子峠にバイパス道路が完成したときには、国道になった土地を大黒屋に返還する約束であったが、バイパス道路完成までの期間は国道である証に道路標識を建てさせたといわれている。

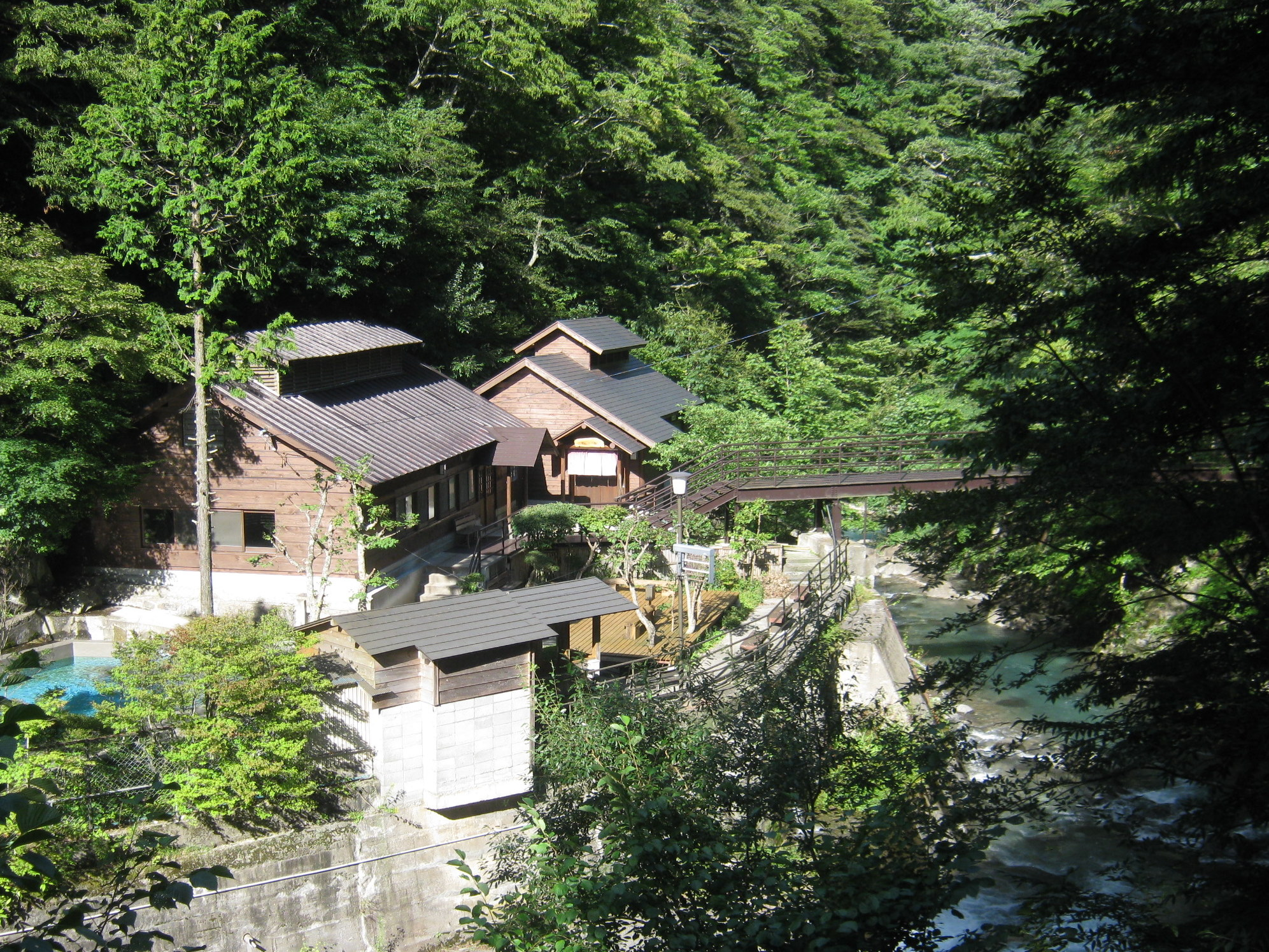
甲子温泉の一軒宿「大黒屋」

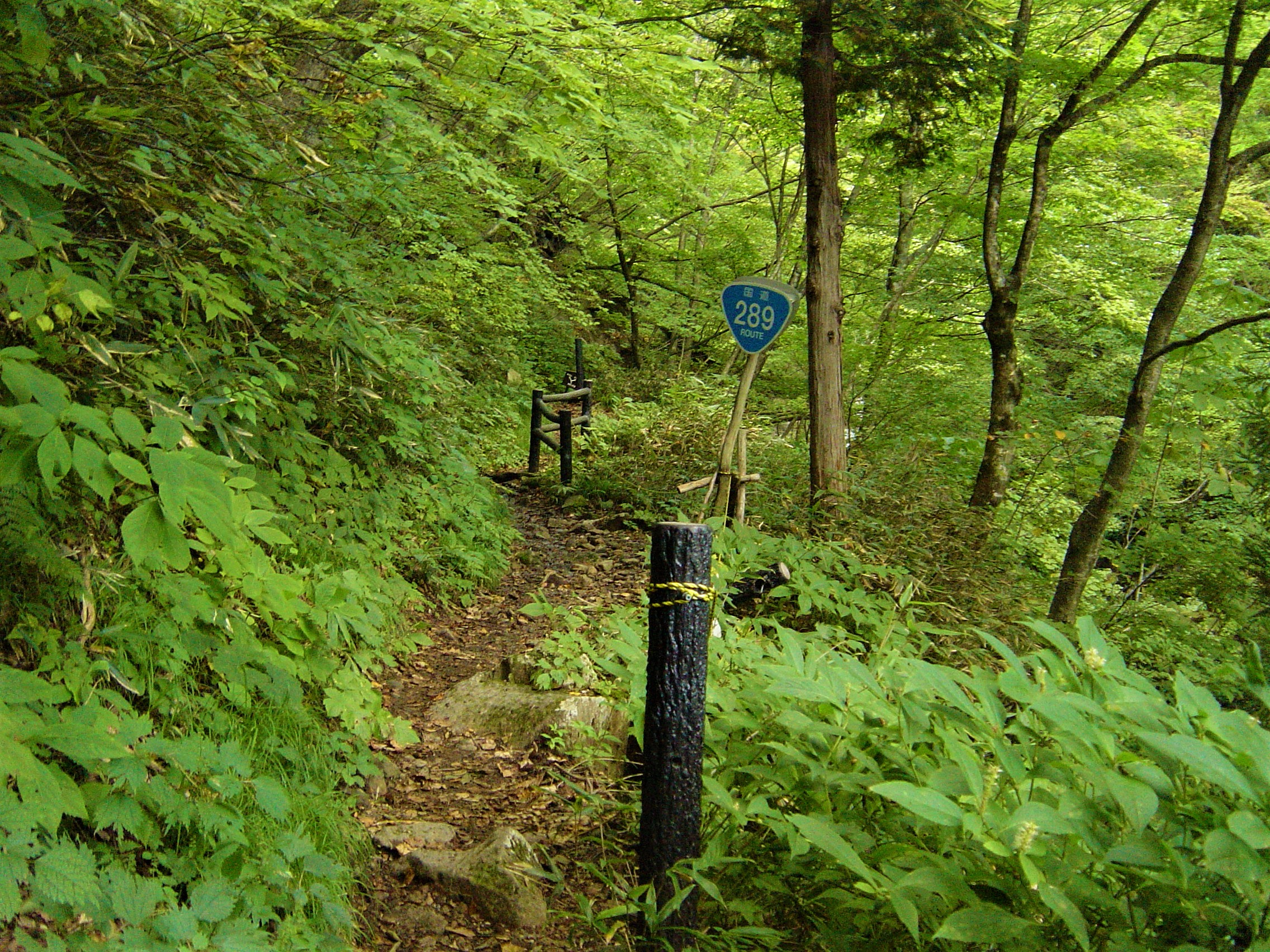
登山国道（旧国道289号　甲子峠）2006年撮影。2008年9月甲子道路の開通により、国道指定から外される。標識も撤去された。

急峻な地形が続く甲子峠越えのバイパスである甲子道路は、車両通行不能区間の解消を目的に整備事業が始められたが、工事開始から開通までに33年を要し、山奥の豪雪地帯であるため工事可能なシーズンが短いことに加え、予期せぬアクシデントが重なったために工事は難航を極めた。2002年（平成14年）に降った大雨による影響で、掘削工事中のトンネル付近で地滑りが発生したため、ルートの見直しを余儀なくされ、すでに掘削されたトンネルと橋梁の一部が放棄される事態となった。また、最も長い橋梁である甲子大橋も施工上のミスにより橋桁が傾いてしまい、工期が1年以上延長されている。2008年（平成20年）9月に、甲子峠越えの道路は難工事の末に完成し、開通を見ている。

### 沿革
- 1975年度（昭和50年度） - 1工区（甲子工区：福島県施工）事業着手[7]
- 1990年度（平成2年度） - 4工区（大松川工区：福島県施工）事業着手[7]
- 1995年度（平成7年度） - 2工区（直轄権限代行区間：国土交通省施工）・3工区（福島県施工）事業着手[7]
- 1998年度（平成10年度） - 2工区用地・工事着手[7]
- 1999年度（平成11年度） - 2工区甲子大橋・柄沢橋・観音川橋工事着手[7]
- 2000年度（平成12年度） - 沼沼橋工事着手[7]
- 2002年（平成14年）1月21日 - 2工区甲子トンネル工事着手[7]
- 2006年（平成18年）8月4日 - 2工区甲子トンネル貫通[7]
- 2008年（平成20年）9月21日 - 下郷町内の一部を除く区間が開通[7]
- 2019年（平成31年）3月25日 - 下郷町内の約2.6 kmの区間が開通し、全線開通[2]。

## 構造物

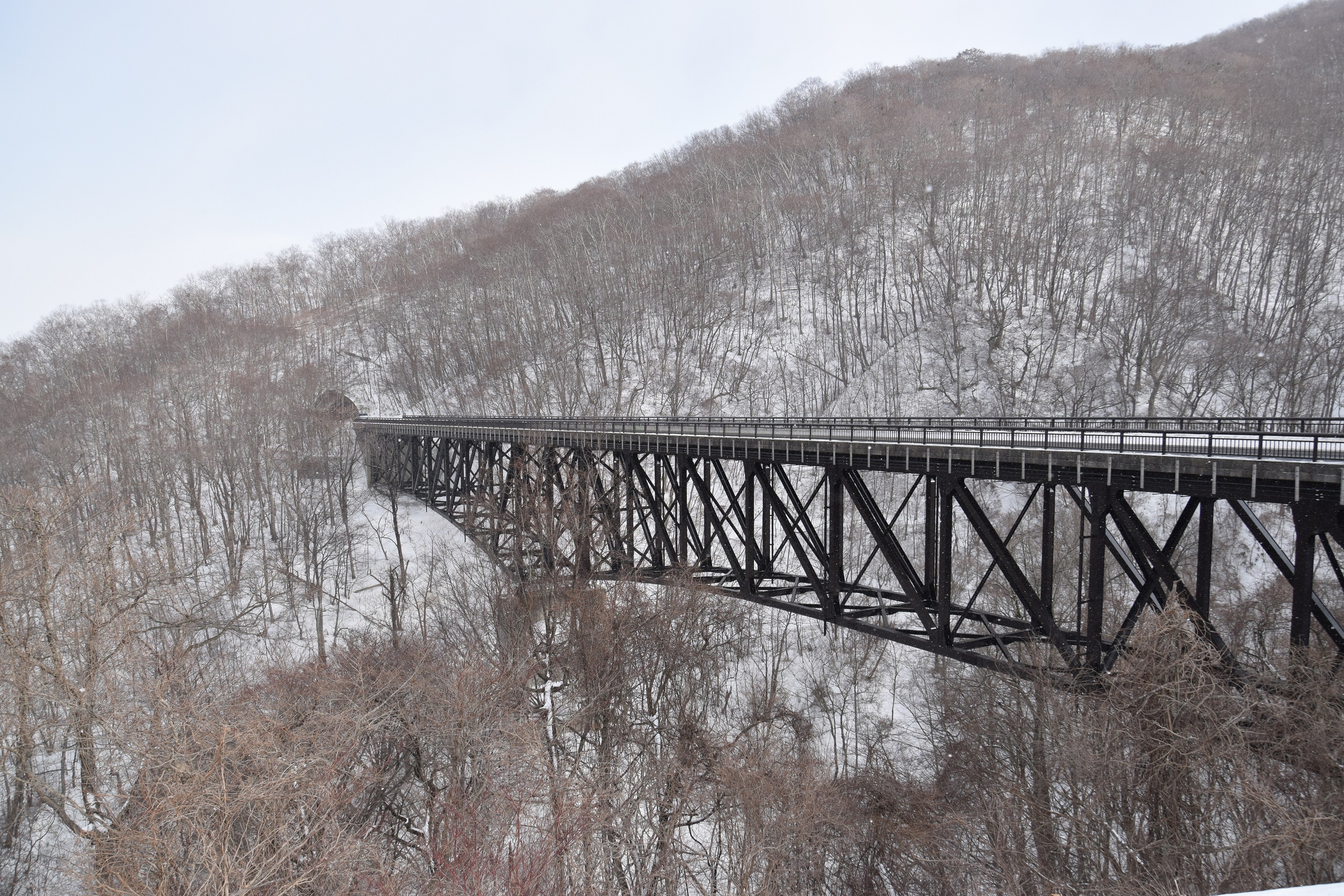
第一剣桂橋（2019年1月）

施設名欄の背景色が白色である部分については道路が供用済みの区間を示している。また、施設名欄の背景色が■である部分は施設が完成していないことを、施設名欄の背景色が■である部分は部分的に施設が供用済みであることを示す。
| 名称             | 延長      | 開通年                    | 工区                      | 所在地 |
| ---------------- | --------- | ------------------------- | ------------------------- | ------ |
| 剣桂トンネル     | 0 109.0 m | 1995年（平成7年）6月16日  | 第1工区(甲子工区)         | 西郷村 |
| 第一剣桂橋       | 0 170.3 m | 1995年（平成7年）6月16日  | 第1工区(甲子工区)         | 西郷村 |
| 第二剣桂橋       | 0 141.0 m | 1995年（平成7年）6月16日  | 第1工区(甲子工区)         | 西郷村 |
| きびたきトンネル | 1,020.4 m | 2006年（平成18年）4月3日  | 第1工区(甲子工区)         | 西郷村 |
| 縞石橋           | 00 61.0 m | 1995年（平成7年）6月16日  | 第1工区(甲子工区)         | 西郷村 |
| 縞石トンネル     | 0 174.3 m | 1995年（平成7年）6月16日  | 第1工区(甲子工区)         | 西郷村 |
| 安心坂トンネル   | 0 887.0 m | 1995年（平成7年）6月16日  | 第1工区(甲子工区)         | 西郷村 |
| 甲子大橋         | 0 199.0 m | 2008年（平成20年）9月21日 | 第2工区(直轄権限代行区間) | 西郷村 |
| 甲子トンネル     | 4,345.0 m | 2008年（平成20年）9月21日 | 第2工区(直轄権限代行区間) | 西郷村 |
| 甲子トンネル     | 4,345.0 m | 2008年（平成20年）9月21日 | 第2工区(直轄権限代行区間) | 下郷町 |
| 観音川橋         | 00 30.0 m | 2008年（平成20年）9月21日 | 第2工区(直轄権限代行区間) |        |
| 雨沼橋           | 00 90.0 m | 2008年（平成20年）9月21日 | 第2工区(直轄権限代行区間) |        |
| 柄沢橋           | 00 24.2 m | 2008年（平成20年）9月21日 | 第2工区(直轄権限代行区間) |        |
| 南倉沢橋         | 00 30.0 m | 2019年（平成31年）3月25日 | 第3工区(南倉沢工区)       |        |
| 南倉沢トンネル   | 0 240.0 m | 2019年（平成31年）3月25日 | 第3工区(南倉沢工区)       |        |
| 東開橋           | 00 65.0 m | 2008年（平成20年）9月21日 | 第3工区(南倉沢工区)       |        |
| 松合橋           | 00 86.0 m | 2001年（平成13年）3月     | 第4工区(大松川工区)       |        |
| 旭橋             | 00 87.0 m | 1997年（平成9年）7月      | 第4工区(大松川工区)       |        |
| 旭橋             | 00 87.0 m | 2001年（平成13年）11月    | 第4工区(大松川工区)       |        |

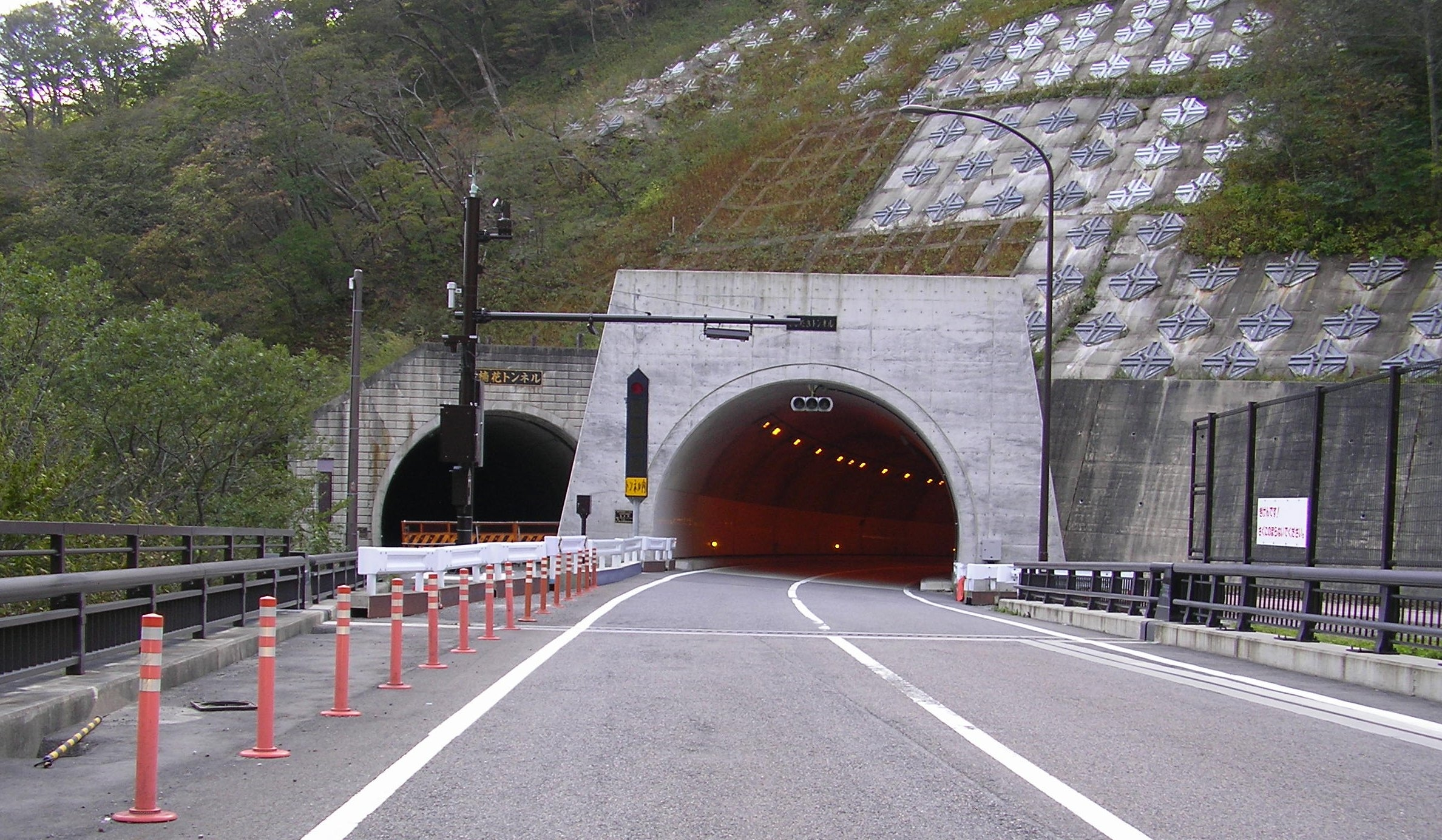
きびたきトンネルの下郷町寄り坑口(福島県西郷村)。左側は廃道となった石楠花トンネルの坑口(現在はコンクリートで塞がれている)。

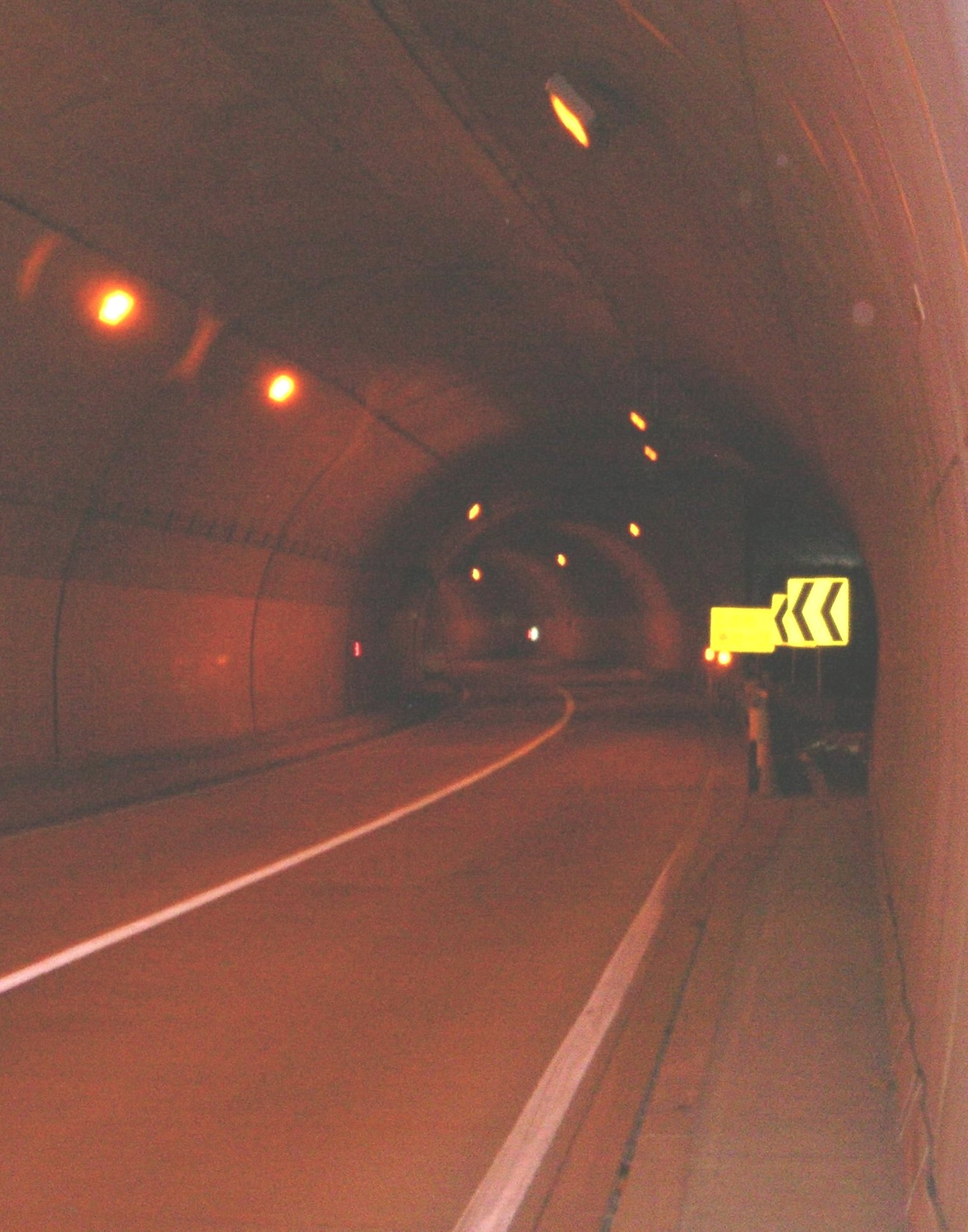
きびたきトンネル内再掘削部カーブ。右手方向は廃道

両端区間は福島県が施工し、下郷町側国道121号より5.3 kmは1997年（平成9年）7月から2001年（平成13年）3月までに順次供用開始しており、西郷村側5.8 kmは1995年（平成7年）6月16日に供用開始した。
現在のきびたきトンネル区間は、1995年（平成7年）の供用開始時は3トンネル2橋梁のほぼ直線ルートだった。
- きびたきトンネル（295.0 m）
- 第一片見橋（63.0 m）
- 片見トンネル（66.1 m）
- 第二片見橋（63.0 m）
- 石楠花トンネル（349.2 m）

しかし、2002年（平成14年）7月の台風6号による豪雨により石楠花トンネル付近地下で地すべりが発生。石楠花トンネルの補強も考えられたが、地すべりが予想以上に激しいため、第一片見橋から石楠花トンネルまでの2トンネル2橋梁を破棄し、災害復旧工事として既存のきびたきトンネル途中から分岐し石楠花トンネルの坑口まで旧ルートの南側の山中をカーブで貫く新しいきびたきトンネル（再掘削部896.3 m）が建設され、2006年（平成18年）4月3日より供用開始した。
車輌通行不能区間5.9 kmは、この道路の核となる甲子トンネル（4,345 m）・甲子大橋（199 m）などを含む難工事区間であるため国土交通省の直轄権限代行区間となっていたが、2008年（平成20年）9月21日に開通し、通行不能区間は解消した。ただし、第3工区の一部、南倉沢トンネル・南倉沢橋を含む約2.6 kmの区間については当面現道を利用することとして、開通したのは2019年（平成31年）3月25日であった。

## 交通量
平日24時間交通量（平成27年度道路交通センサス）
- 下郷町大字塩生字豊後海内1426 - 4579
- 下郷町大字合川字居平丁619 - 3703
- 西郷村大字真船字馬立 - 4460
- 西郷村大字真船字弥右エ門窪35 - 6143